# Hyocrinus
Hyocrinus is een geslacht van zeelelies uit de familie Hyocrinidae.

## Soorten
- Hyocrinus bethellianus Thomson, 1876
- Hyocrinus cyanae Bourseau, Améziane-Cominardi, Avocat & Roux, 1991
- Hyocrinus foelli Roux & Pawson, 1999
- Hyocrinus giganteus Roux & Pawson, 1999